# Teius
Teius es un género de lagartos de la familia Teiidae. Las especies de este género se distribuyen en América del Sur.

## Especies
Tiene descritas 3 especies:
- Teius oculatus (D’Orbigny & Bibron, 1837)
- Teius suquiensis Avila & Martori, 1991
- Teius teyou (Daudin, 1802)